# 마사야산
마사야산(Mount Masaya)은 니카라과에 있는 활화산으로, 순상 화산이다. 얼핏 보면 성층 화산처럼 보이지만, 사실 경사가 완만하니 순상 화산이 더 맞다. 이곳은 이따금식 분화하며, 순상 화산이지만 용암을 분출하는 일은 거의 없다. 그러나 화산재 분출은 한다. 관광객들은 이곳에 찾아가 이 화산의 분화를 본다. 니카라과호 근처에 있다.
칼데라 안에 있는 분화구에서는 화산 활동이 일어난다.